# 普寧寺 (承德市)

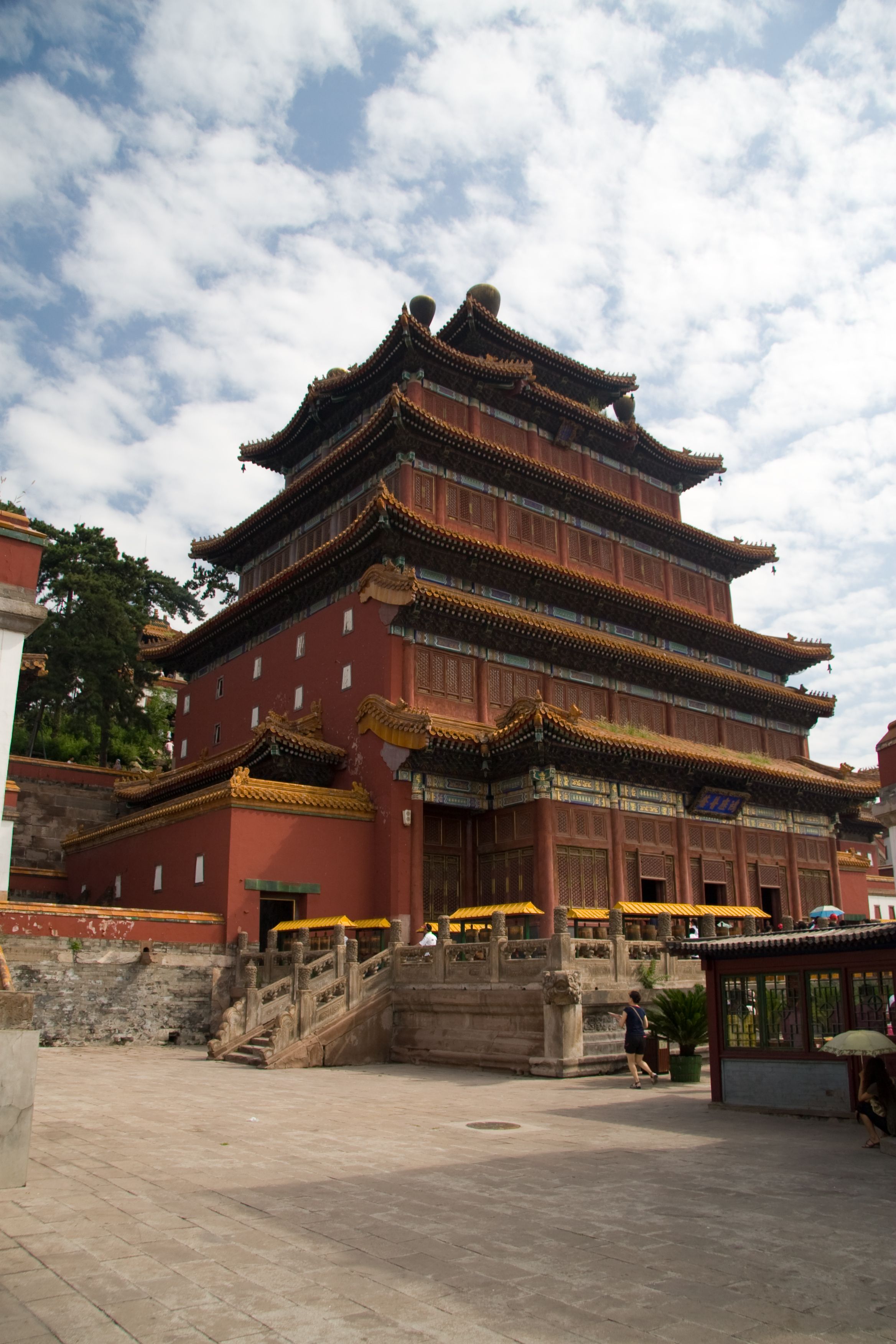
大乗之閣。

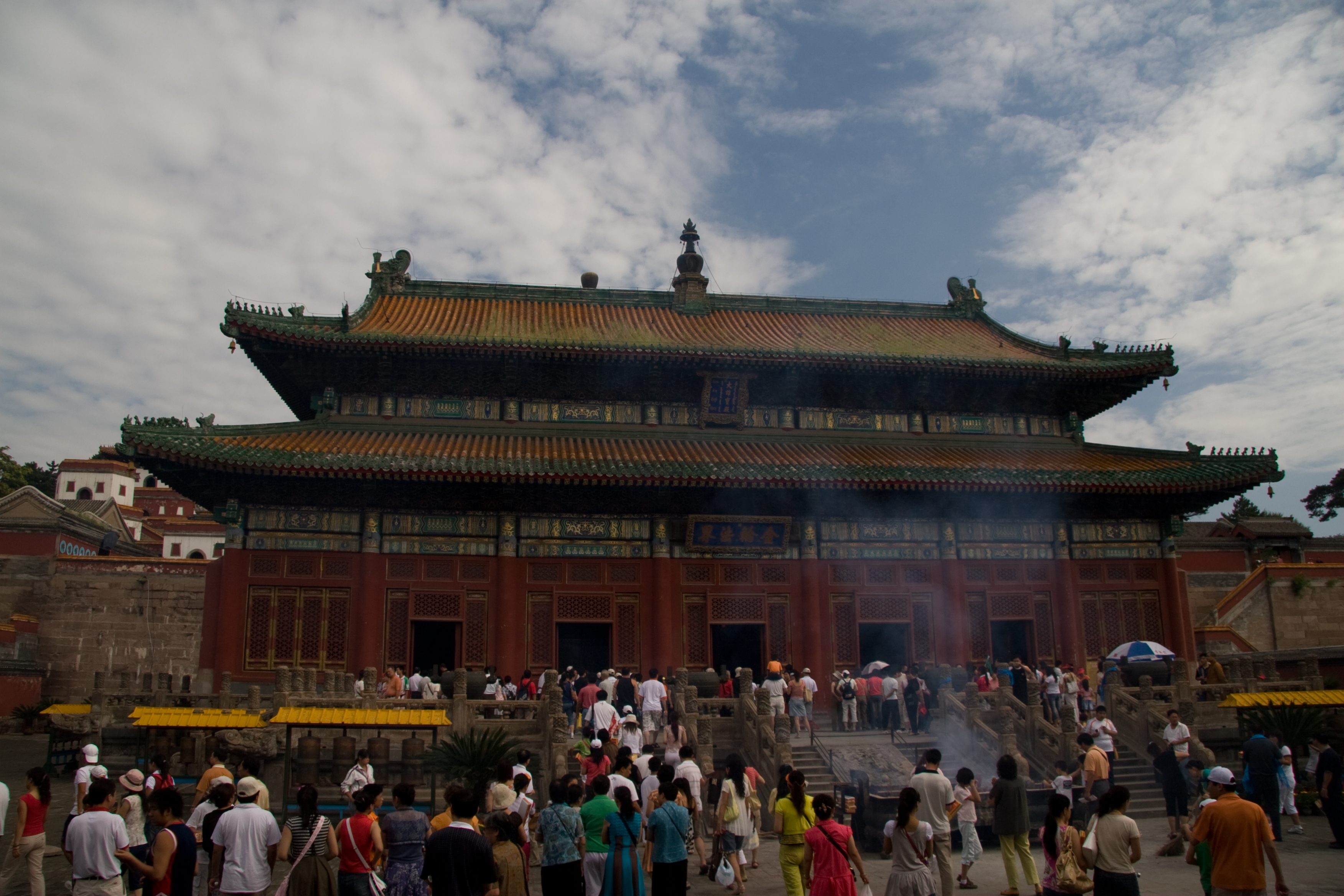
本堂。

普寧寺（ふねいじ、Pŭníngsì、満洲語: ᡤᡠᠪᠴᡳ
ᠨᡳᡴᡨᠣᠨ
ᠵᡠᡴᡨᡝᡥᡝᠨ、転写:gubci nikton juktehen）は、中華人民共和国河北省承徳市にあるチベット仏教の寺院。

## 歴史
清の乾隆20年（1755年）に乾隆帝により創建された。
1961年、中華人民共和国国務院は仏寺を全国重点文物保護単位に認定した。
1983年、中華人民共和国国務院は仏寺を漢族地区仏教全国重点寺院に認定した。
普寧寺は1994年に世界遺産に登録されている。

## 伽藍
七堂伽藍制。漢族、チベット族の仏寺風格を揃えた規模が大きい仏寺である。
- 山門殿
- 天王殿(abkai wang ni deyen)
- 大雄宝殿(amba kiyangkiyangga boobai deyen)：本堂
- 鐘楼
- 鼓楼
- 東西配殿
- 大乗之閣（amba kulge i asari）[1]

## 重要文化財

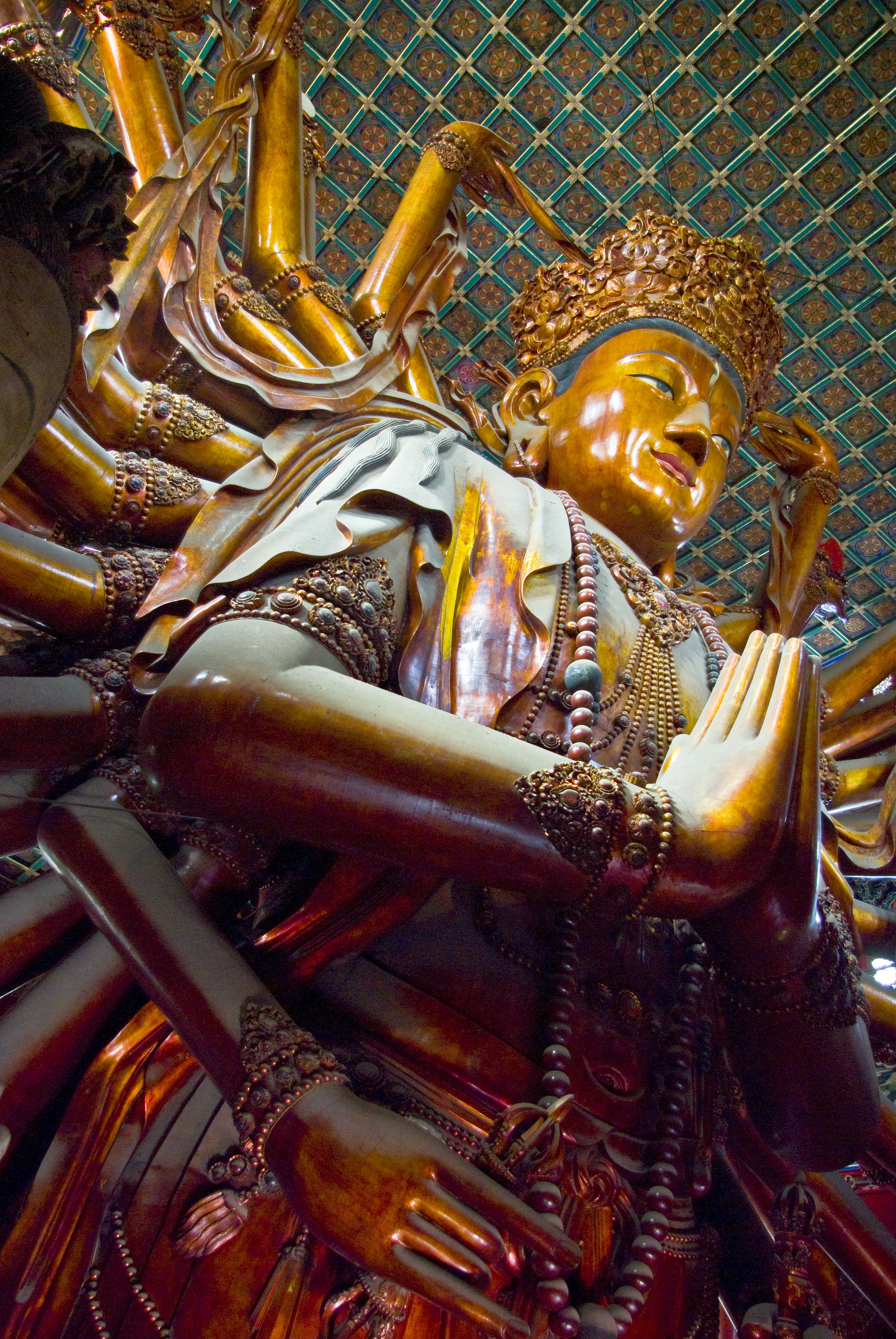
千手千眼観世音菩薩。

- 千手千眼観世音菩薩：千手千眼観世音菩薩は、松・柏・杉・楡・椴の5種の木材から彫られ、高さ27.21メートル、重さ110トン、中国に現存する最大の木彫り彫像である、世界最大の木造観音像だという。
- 普寧寺碑文
- 平定準噶爾勒銘伊犁之碑
- 平定準噶爾後勒銘伊犁之碑